# جان گرین (بازیکن فوتبال، زاده ۱۹۳۹)
جان گرین (انگلیسی: John Green; ۲۲ مهٔ ۱۹۳۹ – ۱۵ اوت ۲۰۱۰) بازیکن فوتبال اهل بریتانیا بود.
از باشگاه‌هایی که در آن بازی کرده‌است می‌توان به باشگاه فوتبال نورتویچ ویکتوریا، باشگاه فوتبال پورت ویل، باشگاه فوتبال ترانمره راورز، و باشگاه فوتبال بلکپول اشاره کرد.